# SWEST
組込みシステム技術に関するサマーワークショップ（Summer Workshop on Embedded System Technologies (SWEST)）は、毎年7月から9月に1泊2日で開催される技術者の合宿。主催は、組込みシステム技術に関するサマーワークショップ 実行委員会。

## 概要
大学の研究者や学生、企業の技術者や管理者、その他、組込みシステムに関わる全ての人達が、徹底的に議論できる場を提供することを主な目的とした合宿型のワークショップ。
参加者には、さらに議論を深めることを目的とする意思表明文であるポジションペーパーの提出が求められる。

## SWESTの目標
- 現在の組込み業界の問題解決を促進
  - 技術者間における活発な議論の場を提供
  - 具体的な方法論を対象とした実効性の高いセッションを開催

- 大学と企業間における技術共有の促進
  - 大学における組込みシステムおよびその要素技術の研究の活性化
  - 企業における大学の研究成果の導入の促進
  - 具体的な方法論を対象とした実効性の高いセッションを開催
  - 企業の要求事項を大学側へ伝える場を提供
- 新たな活動のきっかけを提供
  - 産学共同の研究活動のきっかけを提供
  - 大学・企業間の人的交流の促進とそれによる創発的活動の場の提供

## 各回の開催日と開催場所

### 第一回
第一回は、1999年8月9日〜10日にラフォーレ修善寺で開催。

#### 共催：
- 組込みソフトウェア技術研究会(CEST)
- 組込み機器業界交流会Emblem

#### 基調講演：
- 松本吉弘（大阪工業大学）
- 安浦寛人（九州大学）

#### 実行委員長（共同委員長）：
- 高田 広章（豊橋技術科学大学）
- 高野 裕之（株式会社 東芝 セミコンダクター社）

#### アドバイザリ委員会（五十音順、所属は当時）：
- 今井正治（大阪大学）
- 大原茂之（東海大学）
- 釜江尚彦（イメージ情報科学研究所）
- 坂村健　（東京大学）
- 田丸喜一郎（株式会社東芝）
- 塚本享治（東京工科大学）
- 徳田英幸（慶應大学）
- 福田晃　（奈良先端大学）
- 松本吉弘（大阪工業大学）
- 門田浩　（日本電気株式会社）
- 安浦寛人（九州大学）

### 第二回
2000年7月31日〜8月1日にラフォーレ修善寺で開催。

#### 共催：
- 社団法人トロン協会
- 組込みソフトウェア技術研究会(CEST)
- 組込み機器業界交流会Emblem

#### 基調講演：
- 鈴木 文雄（アーベル・システムズ）

### 第三回
2001年7月24日〜25日に遠鉄ホテルエンパイア（浜松市）で開催。この回から，情報処理学会システムLSI設計技術研究会（SLDM）主催の「DAシンポジウム」と同日共同開催。

#### 共催：
- 社団法人トロン協会
- 組込みソフトウェア技術研究会(CEST)

#### 招待講演：
- 宮森 高（東芝）

#### 紹介記事：
- LSI設計とソフト設計，「理想は協調，しかし現実は...」――SWESTのパネル・ディスカッションから[4]

### 第四回
2002年7月22日～23日に遠鉄ホテルエンパイア（浜松市）で開催。

#### 共催：
- 社団法人 トロン協会
- 組込みソフトウェア技術研究会(CEST)

#### 協賛・後援：
- 社団法人 情報処理学会
- 社団法人 電子情報通信学会
- 社団法人 日本システムハウス協会(JASA)

#### 実行委員長：
- 高田 広章（名古屋大学）

#### 招待講演：
- 菰田 元喜（NECネットワークス）

### 第五回
2003年7月23日～24日に遠鉄ホテルエンパイア（浜松市）で開催。

#### 招待講演：
- 松原 仁（はこだて未来大学）

### 第六回
2004年7月22日～23日に遠鉄ホテルエンパイア（浜松市）で開催。

#### プログラム委員長：
- 川口 晃（ガイアシステムソリューション）

#### 基調講演：
- 奥田一実氏（宇宙航空研究開発機構(JAXA) 総合技術研究本部 情報技術開発共同センター 副センター長）

#### 紹介記事：
- 国産ロケット開発組織がTOPPERS OSに注目――第6回 組込みシステム技術に関するサマーワークショップ[6]

### 第七回
2005年8月25日～26日に遠鉄ホテルエンパイア（浜松市）で開催。関連イベントとして，8月22日〜24日に同じ会場で第1回組込みシステム技術に関するサマースクール（SSEST1）を開催。

#### 基調講演：
- 木村 浩三，藤井 茂樹，西道 佳人，清原 督三（松下電器）

#### 紹介記事：
- 新人研修は「模型ロケット」《指導者・管理者編》――実験的新入社員研修の舞台裏（SWEST Survayor-Hamana-2）[7]

### 第八回
2006年7月13日～14日に遠鉄ホテルエンパイア（浜松市）で開催。関連イベントとして，7月10日〜12日に同じ会場で第2回組込みシステム技術に関するサマースクール（SSEST2）を開催。

#### 基調講演：
- 田邊 安雄（日本機能安全）
- 若林 一敏（NEC）

### 第九回
2007年8月30日～31日に遠鉄ホテルエンパイア（浜松市）で開催。関連イベントとして，8月27日〜29日に同じ会場で第3回組込みシステム技術に関するサマースクール（SSEST3）を開催。

#### 基調講演：
- 平鍋 健児（チェンジビジョン）

### 第十回
2008年9月4日～5日に遠鉄ホテルエンパイア（浜松市）で開催。関連イベントとして，9月1日〜3日に同じ会場で第4回組込みシステム技術に関するサマースクール（SSEST4）を開催。

#### 基調講演：
- 高田 広章（名古屋大学）

開催を紹介する記事
参加者の記録

### 第十一回
2009年8月27日～28日にホテルアローレ（石川県加賀市）で開催。関連イベントとして，8月24日〜26日に同じ会場で第5回組込みシステム技術に関するサマースクール（SSEST5）を開催。
SWEST/DAS共同基調講演 :
- 竹内 修（東大阪宇宙開発協同組合＜SOHLA＞前理事長）
- 藤田 昌宏（東京大学）

SWEST招待講演:
- Stephan Eberle (Geensys)

### 第十二回
2010年9月2日～3日にホテル日航豊橋（愛知県豊橋市）で開催。関連イベントとして，8月30日〜9月1日に同じ会場で第6回組込みシステム技術に関するサマースクール（SSEST6）を開催。この回は，DAシンポジウムと完全共同開催。
SWEST/DAS共同基調講演:
- 清水吉男[10]

### 第十三回
2011年9月1日～2日に下呂温泉 水明館（岐阜県下呂市）で開催。この回から，ポスター・デモ発表のみをDAシンポジウムと合同開催。
SWEST/DAS共同招待講演:
- 本田 亮（富士通）

### 第十四回
2012年8月30日～31日に下呂温泉 水明館（岐阜県下呂市）で開催。
SWEST/DAS合同基調講演:
- まつもと ゆきひろ（株式会社ネットワーク応用通信研究所）

紹介記事:
- Ruby言語開発者まつもと ゆきひろ氏 世界に通用する技術者になるためのハックを語る [11]

### 第十五回
2013年8月22日～23日に下呂温泉 水明館（岐阜県下呂市）で開催。関連イベントとして，8月20日〜22日にLED-Camp1を開催。
SWEST/DAS合同基調講演:
- 西村 秀和（慶應義塾大学）

### 第十六回
2014年8月28日～29日に下呂温泉 水明館（岐阜県下呂市）で開催。関連イベントとして，8月26日〜28日にLED-Camp2を開催。
SWEST/DAS合同基調講演:
- 人見 光夫（マツダ株式会社）

### 第十七回
2015年8月27日～28日に下呂温泉 水明館（岐阜県下呂市）で開催。関連イベントとして，8月24日〜27日にLED-Camp3を開催。この回から，DAシンポジウムとは別個に開催。
共催（会員割引がある）:
- 一般社団法人 情報処理学会 組込みシステム研究会(SIGEMB)
- 組込みシステム開発技術研究会(CEST)
- NPO法人 組込みソフトウェア管理者・技術者育成研究会(SESSAME)
- NPO法人 TOPPERSプロジェクト

基調講演:
- 塚本 昌彦（神戸大学）

### 第十八回
2016年8月25日～26日に下呂温泉 水明館（岐阜県下呂市）で開催。関連イベントとして，8月22日〜25日にLED-Camp4を開催。
基調講演:
- 木谷 友哉（静岡大学）

### 第十九回
2017年8月24日～25日に下呂温泉 水明館（岐阜県下呂市）で開催。関連イベントとして，8月21日〜24日にLED-Camp5を開催。
基調講演:
- 佐藤 洋介（DENSO International America, INC.）

### 第二十回
2018年8月29日～30日に下呂温泉 水明館（岐阜県下呂市）で開催。前日（8月28日）に20周年特別企画を実施。関連イベントとして，8月27日〜30日にLED-Camp6を開催。
基調パネル:
- 平鍋 健児，高田 広章，まつもと ゆきひろ，木谷 友哉，高瀬 英希（コーディネータ）

### 第二十一回
2019年9月5日～6日に下呂温泉 水明館（岐阜県下呂市）で開催。関連イベントとして，9月2日〜5日にLED-Camp7を開催。
基調講演:
- Justin Schneck（Nerves Project）

### 第二十二回
2020年8月20日～21日にオンライン開催。LED-Camp8は開催中止。
特別企画:
- 酒井 卓也，星野 利夫（コーディネータ）

### 第二十三回
2021年9月2日～3日にオンライン開催。関連イベントとして，8月30日〜9月1日にLED-Camp9を開催。
特別企画:
- 山崎 進，後藤 孝一，細合 晋太郎，及川 達裕，浜名 将輝，間瀬 順一（コーディネータ）

### 第二十四回
2022年9月1日～2日に下呂温泉 水明館（岐阜県下呂市）とオンラインのハイブリッド開催。関連イベントとして，8月29日〜9月1日にLED-Camp10を開催。
基調講演:
- 加藤 真平（東京大学 大学院情報理工学系研究科・株式会社TIER IV）